# Antica torre di Galata

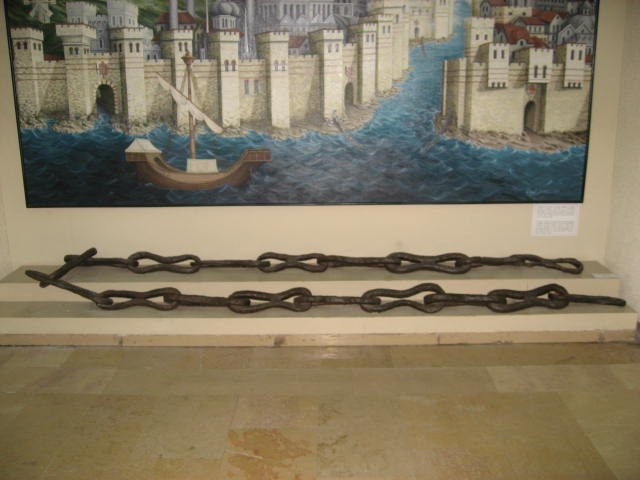
Resti della catena usata per sbarrare lo stretto del Bosforo.

L’antica torre di Galata (in greco ‘'Megalos pyrgos'’, o “Grande torre”) era una torre appartenente alle difese della città di Costantinopoli, sul lato nord del Corno d'Oro, all'interno della cittadella di Galata.
Da questa torre partiva l'estremità settentrionale della grande catena tesa all'imboccatura del Corno d'oro per impedire alle navi nemiche di entrare nel porto: la torre ospitava i meccanismi che permettevano di sollevare e abbassare la catena.
Fu in gran parte distrutta durante il sacco di Costantinopoli del 1204 da parte dei partecipanti alla quarta crociata. Nel 1348 i Genovesi ricostruirono l'attuale torre di Galata, spostata sulla sommità dell'altura di Galata, chiamandola inizialmente ‘'Christea turris'’ (“torre di Cristo”).